# Jason Preston
Jason Preston (ur. 10 sierpnia 1999 w Orlando) – amerykański koszykarz, występujący na pozycji rozgrywającego, od 2024 zawodnik Utah Jazz oraz zespołu G-League Salt Lake City Stars.
W 2021 reprezentował Los Angeles Clippers podczas rozgrywek letniej ligi NBA w Las Vegas.
30 października 2023 dołączył do Memphis Hustle. 9 stycznia 2024 zawarł umowę z Utah Jazz na występy zarówno w NBA, jak i zespole G-League Salt Lake City Stars.

## Osiągnięcia
Stan na 21 stycznia 2024, na podstawie, o ile nie zaznaczono inaczej.
NCAA
- Uczestnik rozgrywek II rundy turnieju NCAA (2021)
- Mistrz turnieju konferencji Mid-American (MAC – 2021)
- MVP turnieju  MAC (2021)
- Zaliczony do:
  - I składu:
    - MAC (2021)
    - turnieju MAC (2021)
    - najlepszych pierwszorocznych zawodników MAC (2019)

  - II składu MAC (2020)
- Lider MAC w:
  - średniej:
    - asyst (7,4 – 2020, 7,2 – 2021)
    - minut (38,1 – 2020)

  - liczbie:
    - asyst (238 – 2020)
    - celnych rzutów za 2 punkty (166 – 2020)
    - strat (118 – 2020)
    - rozegranych:
      - minut (1218 – 2020)
      - spotkań (32 – 2020)
- Zawodnik tygodnia MAC (30.11.2020)